# Тыкач
Тыкач (болг. Тъкач) — село в Болгарии. Находится в Шуменской области, входит в общину Каолиново. Население составляет 809 человек.

## Политическая ситуация
В местном кметстве Тыкач, в состав которого входит Тыкач, должность кмета (старосты) исполняет Метин  Халил Ехлиман (Движение за права и свободы (ДПС)) по результатам выборов правления кметства.
Кмет (мэр) общины Каолиново — Нида Намыков Ахмедов Движение за права и свободы (ДПС)) по результатам выборов в правление общины.